# Кызыл-Джылдыз (Тогуз-Тороуский район)
Кызыл-Джылдыз (кирг. Кызыл-Жылдыз) — село в Тогуз-Тороуском районе Джалал-Абадской области Кыргызстана. Входит в состав Каргалыкского айылного аймака.

## География
Село расположено в восточной части области, на левом берегу реки Нарын, на расстоянии приблизительно 11 километра (по прямой) к востоку от села Казарман, административного центра района.

## Население
Согласно оценочным данным Национального статистического комитета Кыргызской Республики, на начало 2023 года постоянное население в селе отсутствовало.
| год     | 2009 | 2014 | 2015 | 2020 | 2021 | 2023 |
| ------- | ---- | ---- | ---- | ---- | ---- | ---- |
| человек | н/д  | 0    | 0    | 0    | 0    | 0    |